# Pitkjaranta
Pitkjaranta (in russo Питкяранта?, in finlandese Pitkäranta ed in careliano Pitkyrandu) è una città della Russia nella Repubblica di Carelia, che ospita una popolazione di circa 11.000 abitanti. La città è situata sulla riva nordoccidetale del Lago Ladoga a circa 170 km ad ovest di Petrozavodsk, non lontana dal confine con la Finlandia. Sorto sul luogo dove vi era un insediamento già noto nel 1449, fu poi fondata nelle forme attuali nel XIX secolo ed ha infine ottenuto lo status di città nel 1940, è capoluogo del Pitkjarntskij rajon.